# ベルタ・ウォルムス
ベルタ・ウォルムス（Bertha Worms、フルネーム:Anna Clémence Bertha Abraham Worms、1868年2月26日 - 1937年6月27日）はフランス生まれの画家、美術教師である。風俗画や肖像画を描いた。結婚してブラジルに移り、サンパウロに私立の美術学校を開いた。

## 略歴
ドイツとの国境に近いモゼル県のウッカンジュ(Uckange)に生まれた。13歳から絵を学び始め、パリ国立高等美術学校で学んだ。パリの私立美術学校のアカデミー・ジュリアンでも学び、トニ・ロベール＝フルーリーやジャン＝ポール・ローランス、ジャン＝ジョセフ・バンジャマン＝コンスタンらに学んだ。美術教師の資格を得て公立学校の教師も始めた。
1892年にブラジル人の歯科医、フェルナンド・ウォルムス(Fernando Worms)と結婚し、夫とブラジルに移り2年ほどブラジル南部で暮らした後、1894年からサンパウロに移った。当時のサンパウロはコーヒーの集散地として急速に発展をしていたが文化的にはリオデジャネイロに比べると後進地で、美術を教える有力な高等教育機関はなかった。フランスで優れた美術教育を受けてきたウォームスの教育方法は人気を集めた。
1895年にリオデジャネイロで開かれた全ブラジル美術展(Salão Nacional de Belas Artes)に出展し、賞を得た。サンパウロに新しい工芸学校が作られるようになり、1911年にサンパウロの工芸専門学校(Liceu de Artes e Ofícios de São Paulo)で、ブラジル美術展(Exposição Brasileira de Belas Artes)が開かれるようになった。1922年にサンパウロのPalácio das Indústriasで開かれたブラジル独立100周年記念博覧会にも出展した。
息子のガスタン・ウォルムス(Gastão Worms: 1905-1967)も画家、彫刻家になり、息子と共同展を開いた。サンパウロで没した。

## 作品

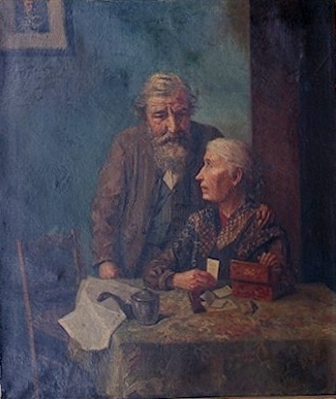
Do You Remember?
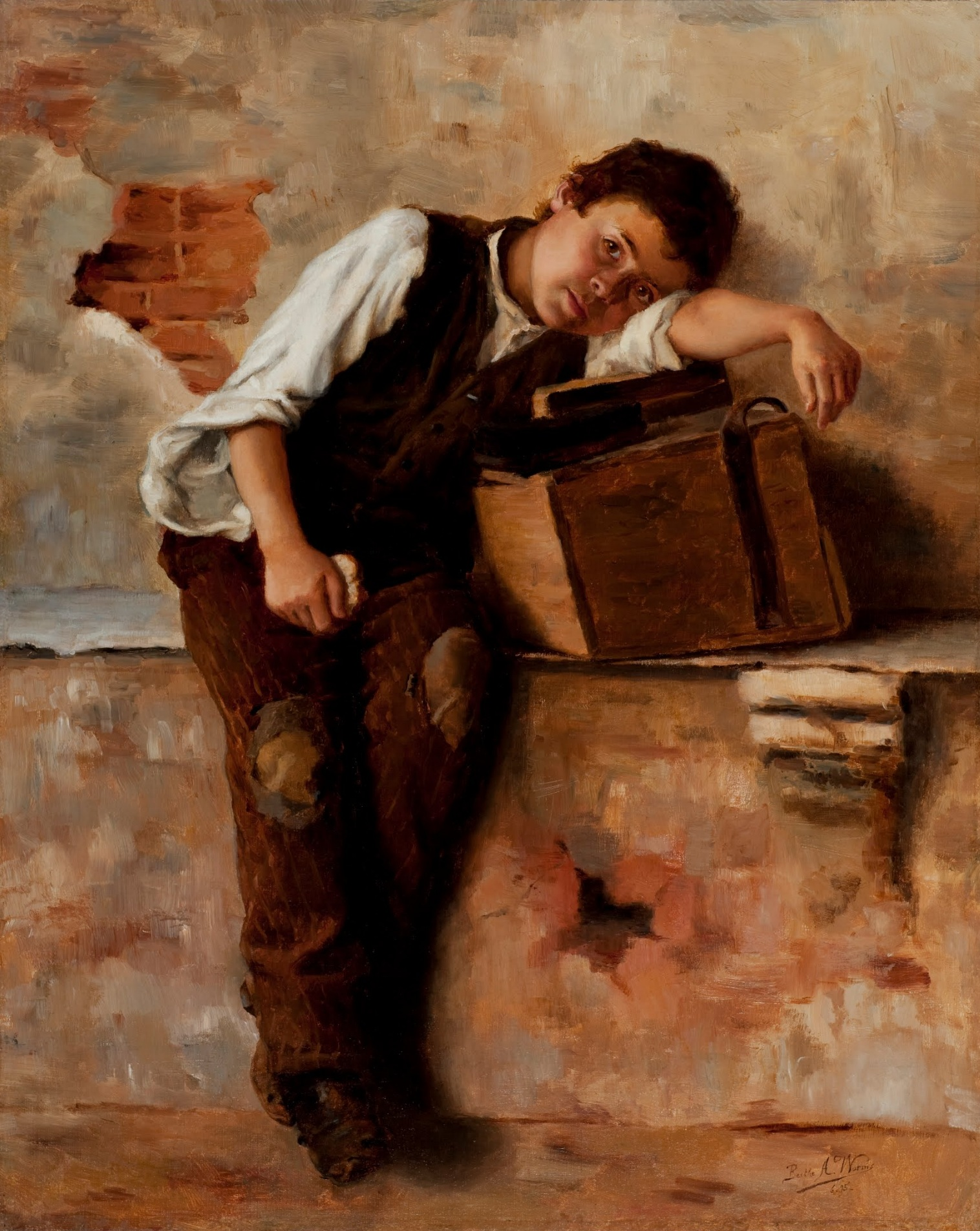
Homesick for Naples
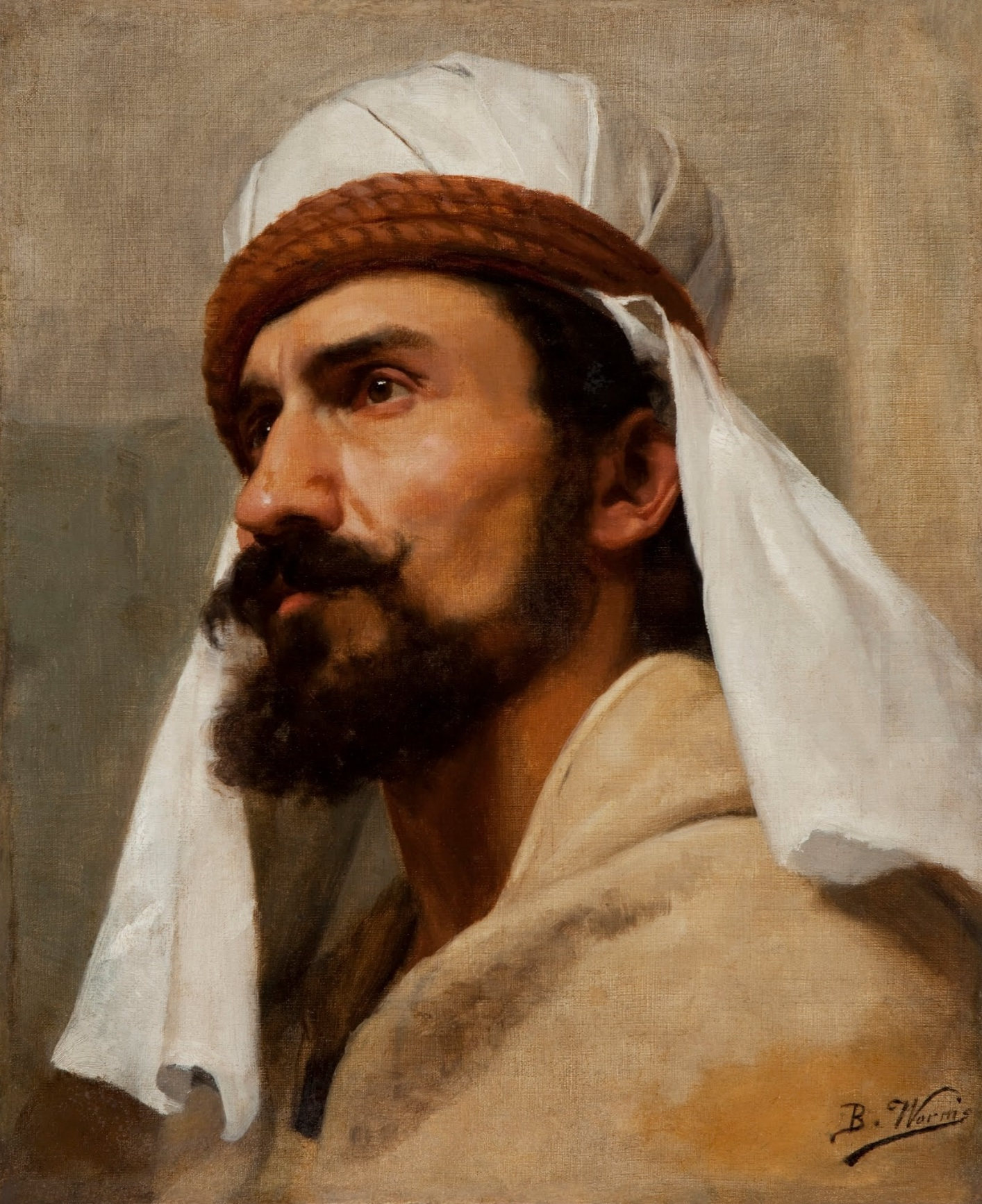
ベドウィン
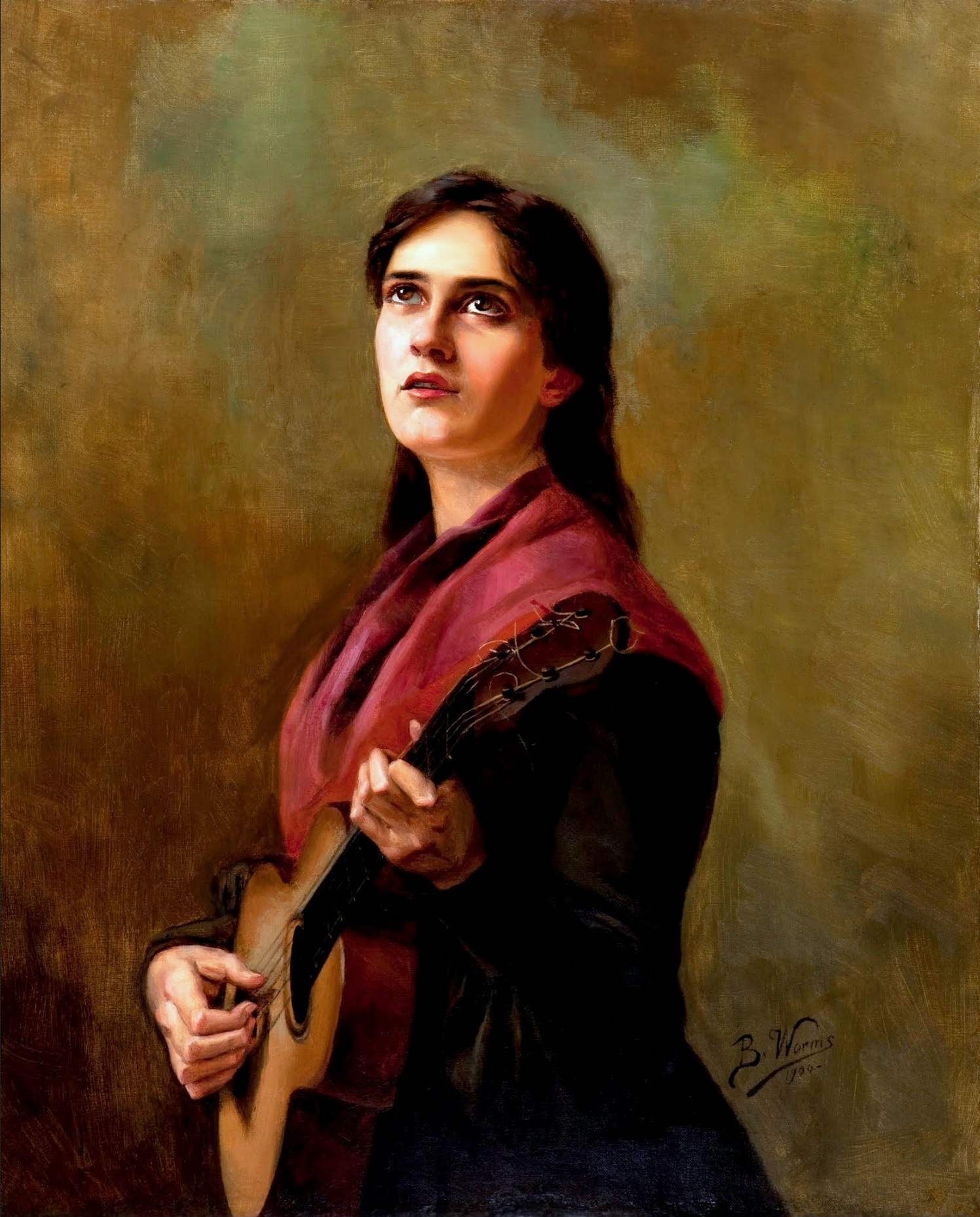
Sentimental Song